# Edmund Borawski
Edmund Borawski (Świdry Podleśne; 17 de Abril de 1946 —) é um político da Polónia. Ele foi eleito para a Sejm em 25 de Setembro de 2005 com 5311 votos em 24 no distrito de Białystok, candidato pelas listas do partido Polskie Stronnictwo Ludowe.
Ele também foi membro da Sejm 2001-2005.